# Metraria
Metraria là một chi nấm trong họ Agaricaceae.